# Újbezdán
Újbezdán (horvátul: Novi Bezdan) magyar nemzetiségű falu Horvátországban, Eszék-Baranya megyében. Közigazgatásilag Baranyaszentistvánhoz tartozik.

## Fekvése
Eszéktől légvonalban 25, közúton 40 km-re északnyugatra, községközpontjától légvonalban 5, közúton 9 km-re délnyugatra, Baranyában, a Drávaszög nyugati részén, a magyar határ mellett fekszik.

## Története
A települést 1864-ben alapították Petárda határában, a dárdai uradalom területén, a Schaumburg-Lippe hercegi család birtokán. Az egykori mocsaras, vizenyős területre a bácskai Bezdánból érkeztek az első magyar lakók, akik a Dráva mellett húzódó töltés földmunkálatainál dolgoztak. Az uradalom itt biztosított házhelyeket a számukra, így ezek a kubikusok és családjaik voltak a település első lakosai. A házhelyek mellé az uradalom egy hold földet is biztosított a megélhetésükre. Az első házak vesszőből font, sárral tapasztott épületek voltak. Az új lakosok ezt a helyet régi falujuk után Újbezdánnak nevezték el. Rövidesen megalapították iskolájukat is.
A településnek 1869-ben 415, 1910-ben 596 lakosa volt. Baranya vármegye Siklósi járásához tartozott. A település az első világháború után az új szerb-horvát-szlovén állam, majd később (1929-ben) Jugoszlávia része lett. 1941 és 1944 között ismét Magyarországhoz tartozott. A második világháború idején mintegy 50 helyi lakos harcolt a felszabadító erők oldalán. 1945. március 17-én szabadult fel végleg a német megszállás alól. A háború után ismét Jugoszlávia része lett. 1949-ben megalakult a helyi termelő szövetkezet. 1963-ban bevezették az elektromos áramot. 1980-ban új kultúrház nyílt a településen. 1991-ben lakosságának 88%-a magyar, 5%-a horvát, 1%-a szerb nemzetiségű volt. A délszláv háború idején a falu lakossága Magyarországra menekült a benyomuló szerb erők elől. 1992. április 6-án a szerbek lerombolták a falu templomát. A házakat kifosztották, majd szerbeket telepítettek be. A szerb agressziónak két halálos áldozata volt a településen. A menekültek csak 1997-ben térhettek vissza otthonaikba, ahol rögtön hozzáláttak az újjáépítéshez. A településnek 2011-ben 300 lakosa volt.

## Népessége
| Lakosság változása | Lakosság változása | Lakosság változása | Lakosság változása | Lakosság változása | Lakosság változása | Lakosság változása | Lakosság változása | Lakosság változása | Lakosság változása | Lakosság változása | Lakosság változása | Lakosság változása | Lakosság változása | Lakosság változása | Lakosság változása |
| ------------------ | ------------------ | ------------------ | ------------------ | ------------------ | ------------------ | ------------------ | ------------------ | ------------------ | ------------------ | ------------------ | ------------------ | ------------------ | ------------------ | ------------------ | ------------------ |
| 1857               | 1869               | 1880               | 1890               | 1900               | 1910               | 1921               | 1931               | 1948               | 1953               | 1961               | 1971               | 1981               | 1991               | 2001               | 2011               |
| 0                  | 415                | 521                | 511                | 608                | 596                | 681                | 624                | 600                | 592                | 541                | 520                | 444                | 376                | 329                | 300                |

## Gazdaság
A településen hagyományosan a mezőgazdaság és az állattartás képezi a megélhetés alapját.

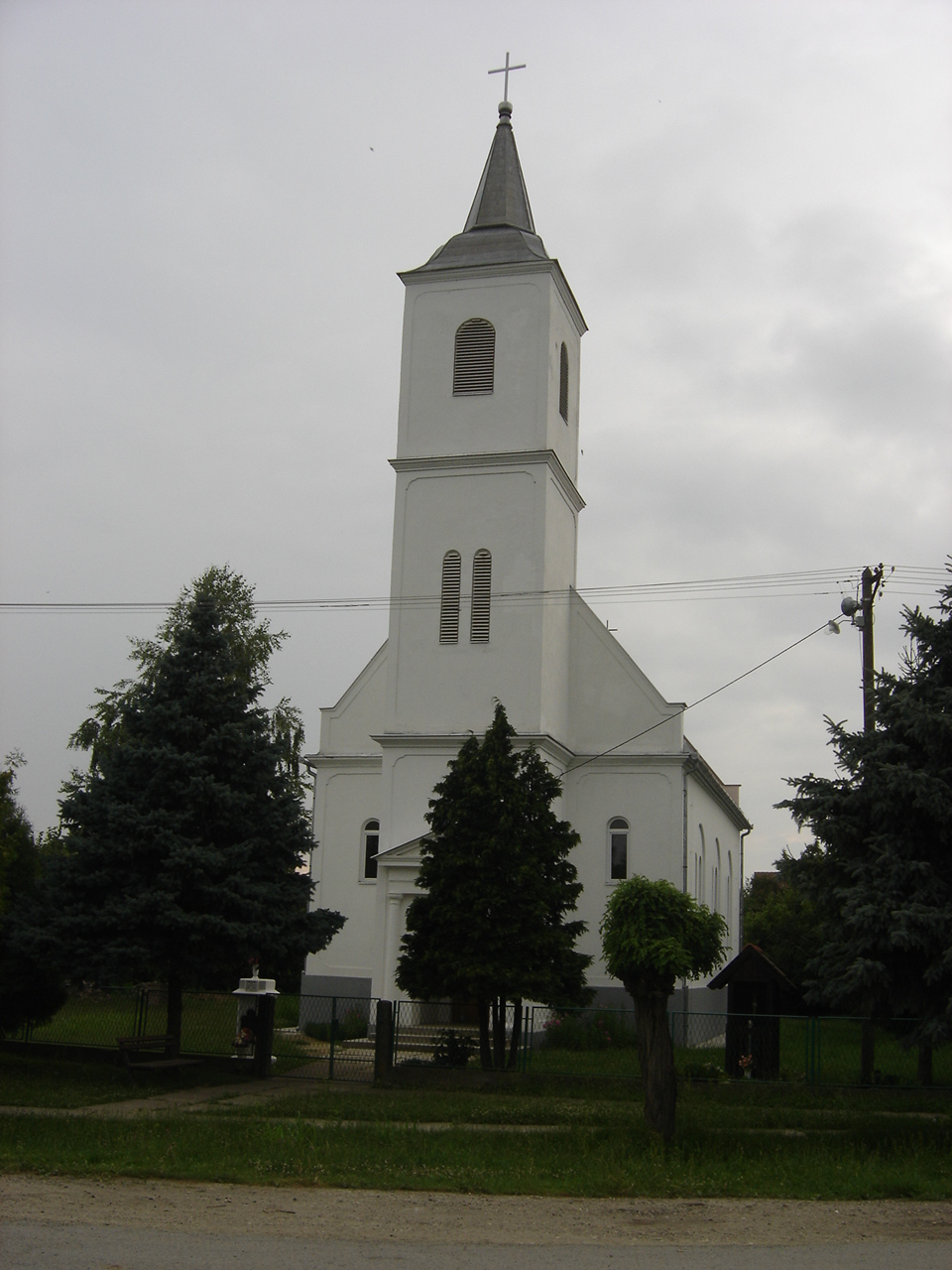
A Szent Mihály templom

## Nevezetességei
Szent Mihály arkangyal tiszteletére szentelt római katolikus templomát 1935 és 1937 között építették. Felszentelése 1937. augusztus 22-én történt. Az épületet 1989-ben megújították. 1992. április 6-án a megszálló szerb csapatok felgyújtották, csak a csupasz falak maradtak belőle. A templomot 2004-re építették teljesen újjá. A petárdai plébánia filiája.

## Kultúra
- Az Újbezdáni Ifjúsági Hagyományőrző Egyesület 2008 októberében alakult, azzal a céllal, hogy hasznos szabadidőtöltést biztosítson az újbezdáni gyermekeknek, fiataloknak és szüleiknek. Az egyesületnek ma két csoportja működik: Az újbezdáni gyermek néptánccsoport, mely az újbezdáni elemi- és középiskolás gyerekeket gyűjti egy csoportba és mintegy 20 tagot számlál. Az újbezdáni Tarkabarka Játszóház a 3–7 éves korosztály számára biztosít lehetőséget a közösségbe szokásra, a magyar nyelv és kultúra ápolására.
- Az Újbezdáni Kultúregyesületet 1998-ban alapították. Célja a település hagyományainak, népszokásainak, dalainak, táncainak, valamint a magyar nyelvnek az ápolása. Az egyesületnek 48 tagja van, akik két csoportban működnek: női énekkar és zenekari szekció. Fellépnek a közösség ünnepi rendezvényein: nőnap, március 15-iki ünnep, anyák napja, májusfa kitáncolás, karácsonyi ünnepély, Szent Erzsébet napi jótékonysági rendezvény.

## Oktatás
A falu első iskolája egy 1865-ben közösen vásárolt házban működött a falu központjában, a mai iskola helyén. Az első tanító egy írástudó idősebb ember, Kispál András volt. A gyerekek írni, olvasni és számolni tanultak. Az első hivatásos tanító Ponizsil Ferenc 1895-ben érkezett a településre. 1906-ban közös erővel és a pécsi püspökség támogatásával hozzákezdtek az új iskola építéséhez. A mai iskolaépületet 1988-ban építették, melynek terveit egy falubeli építész, Pintér Irén készítette. A modern épületben négy tanterem, tanári szoba, konyha kapott helyet. Az iskolához egy füves sportpálya is tartozik. Az eredetileg magyar tannyelvű intézményben néhány évvel ezelőtt horvát nyelvű oktatás is indult. A településen ma a vörösmarti általános iskola négyosztályos területi iskolája működik.

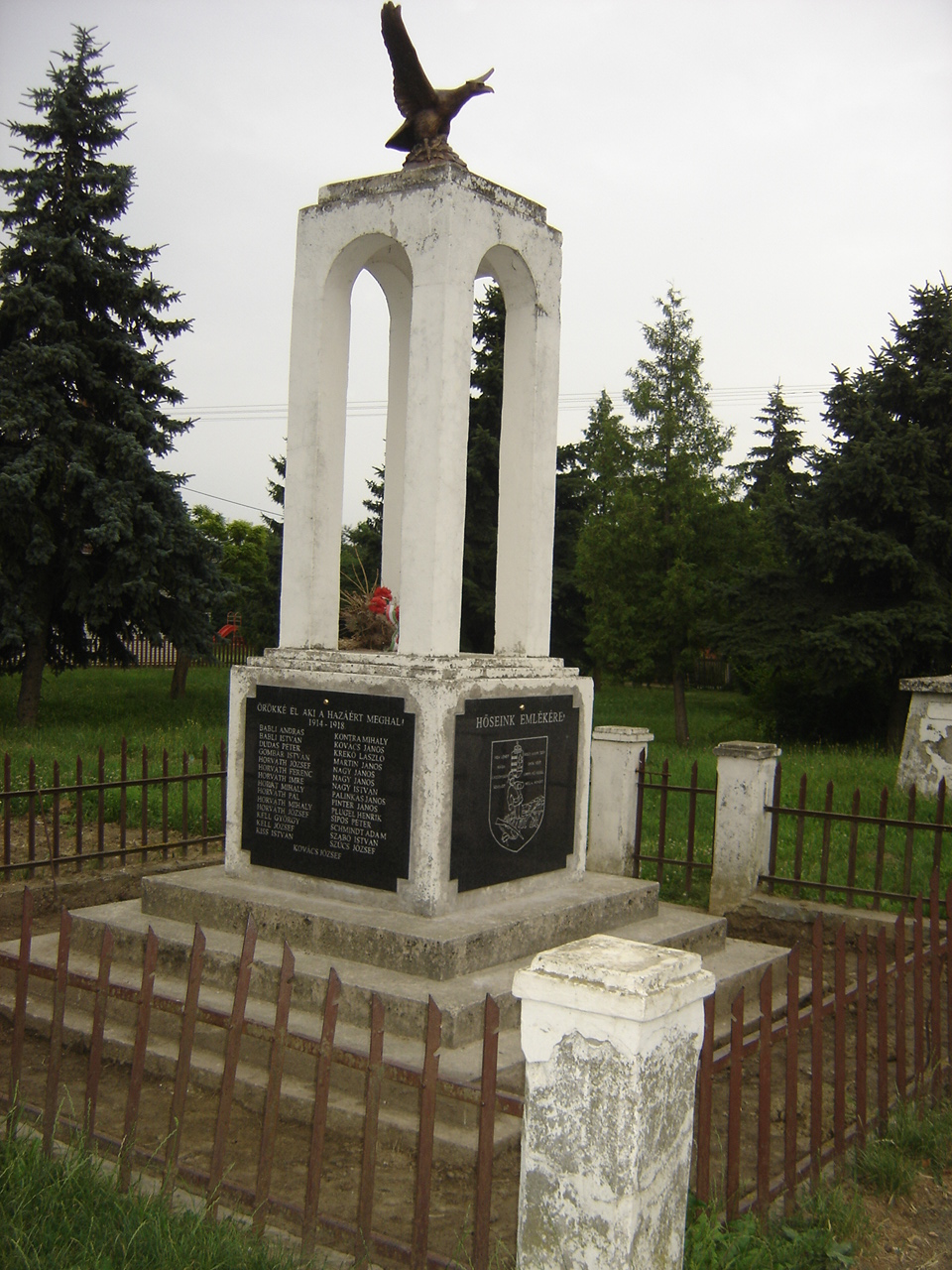
A II. világháborús hősi emlékmű

## Sport
- NK Radnik (magyarul Munkás) Novi Bezdan labdarúgóklub
- ŠRU „Gakovac” Novi Bezdan sporthorgászklub

## Egyesületek
DVD Novi Bezdan önkéntes tűzoltó egyesület. Alapítva: 1999.